# 공자 가라사대
공자 가라사대(Confucius Said)는 한국에서 제작된 서유민 감독의 2002년 영화이다. 민경진 등이 주연으로 출연하였다.

## 출연

### 주연
- 민경진
- 안진수
- 김기종